# SSSE3
A Supplemental Streaming SIMD Extensions 3 (SSSE3 vagy SSE3S) az Intel által létrehozott SIMD-utasításkészlet, az SSE-technológia negyedik változata.

## Története
Az SSSE3-at az Intel Core mikroarchitektúrán alapuló processzoraiba 2006. június 26-án vezette be a Woodcrest Xeonokkal.
Az SSSE3-ra Tejas New Instructions (TNI) és Merom New Instructions kódnéven hivatkoztak az első azt támogatni kívánt processzorváltozatokra.

## Funkciók
Az SSSE3 16 új utasítást tartalmaz, melyek 64 bites MMX- vagy 128 bites XMM-regisztereken is működhetnek. Ezért az Intel közleményei 32 új utasításról szólnak. Ezek közé az alábbiak tartoznak:
- 6 (12) horizontális összeadást vagy kivonást végrehajtó utasítás.
- 3 (6) abszolútérték-számító utasítás.
- 1 (2) szorzás–összeadás műveletet végrehajtó utasítás, melyek a pontszorzatszámítást gyorsítják.
- 1 (2) utasítás, melyek gyorsítják az egy regiszteren lévő számok szorzását és egész értékeket adnak skálázással.
- 1 (2) utasítás, melyek helyben történő bájtonkénti átrendezést hajtanak végre a második irányító operandus függvényében.
- 3 (6) egy regiszteren lévő egészeket a céloperandusban a forrásban lévő negatív megfelelő elem esetén negáló utasítás.
- 1 (2) két operandus összetételéből adatot igazító utasítás.

## SSSE3-at támogató processzorok
- AMD:
  - „Cat” sorozat:
    - Bobcat-alapú processzorok
    - Jaguar-alapú és újabb processzorok
    - Puma-alapú és újabb processzorok

  - „Heavy Equipment” sorozat
    - Bulldozer-alapú processzorok
    - Piledriver-alapú processzorok
    - Steamroller-alapú processzorok
    - Excavator-alapú és újabb processzorok

  - Zen-alapú és újabb processzorok
  - Zen+-alapú processzorok
  - Zen2-alapú processzorok
  - Zen3-alapú processzorok
  - Zen4-alapú processzorok
- Intel:
  - Xeon 5100, 5300, 5400 és 3000 sorozatok
  - Core 2 Duo
  - Core 2 Extreme
  - Core 2 Quad
  - Core i7
  - Core i5
  - Core i3
  - Pentium Dual Core (ha 64 bites; Allendale-től)
  - Celeron 4xx Sequence Conroe-L
  - Celeron Dual Core E1200
  - Celeron M 500-sorozat
  - Atom
- VIA:
  - Nano

## Új utasítások
Az alábbi táblázatban a satsw(X) (olv. „saturate to signed word”, jelentése: „töltsd fel előjeles szóra”) egy előjeles X egészet átalakít −32768-ra, ha annál kisebb, +32767-re, ha annál nagyobb, ellenkező esetben változatlanul hagyja. Az Intel-architektúrának megfelelően a bájtok 8, a szavak 16, a duplaszavak 32 bitesek, a „regiszter” MMX- vagy XMM-vektorregiszter.
| Utasítás               | Jelentés                                          | Magyarázat |
| ---------------------- | ------------------------------------------------- | --- |
| PSIGNB, PSIGNW, PSIGND | Packed Sign                                       | Egy bájt-, szó- vagy duplaszóregiszter elemeit negálja, ha egy másik regiszter megfelelő elemei negatívak. |
| PABSB, PABSW, PABSD    | Packed Absolute Value                             | Egy bájt-, szó- vagy duplaszóregiszter értékeit egy másik regiszter abszolút értékeivel tölti fel. |
| PALIGNR                | Packed Align Right                                | Két regiszter értékeit összefűzi, és az eltolódás regiszterhosszú részét adja ki, melyet az utasításban kódolt közvetlen érték ad meg.                                                                                     |
| PSHUFB                 | Packed Shuffle Bytes                              | A = [a0 a1 a2 …] és B = [b0 b1 b2 …] bemeneti regiszterek esetén A elemeit lecseréli az [ab0 ab1 ab2 …] sorozatra, de az i. elemet 0-ra cseréli, ha bi első bitje 1.                                                       |
| PMULHRSW               | Packed Multiply High with Round and Scale         | Az A és B regiszterek 16 bites szavait előjeles 16 bites –1 és +0,99996948… közti fixpontos számokként kezeli (például a 0x4000-et +0,5-ként, a 0xA000-t −0,75-ként kezeli), és megfelelő kerekítéssel összeszorozza őket. |
| PMADDUBSW              | Multiply and Add Packed Signed and Unsigned Bytes | A és B regiszterek bájtjait összeszorozza, páronként összeadja, előjelesen tölti, az eredményt tárolja. [a0 a1 a2 …] PMADDUBSW [b0 b1 b2 …] = [satsw(a0b0 + a1b1) satsw(a2b2 + a3b3) ...]                                  |
| PHSUBW, PHSUBD         | Packed Horizontal Subtract (Words or Doublewords) | A = [a0 a1 a2 …] és B = [b0 b1 b2 …] bemeneti regiszterekre a kimenet [a0−a1 a2−a3 … b0−b1 b2−b3 …] |
| PHSUBSW                | Packed Horizontal Subtract and Saturate Words     | hasonlít a PHSUBW-re, de kimenete [satsw(a0−a1) satsw(a2−a3) … satsw(b0−b1) satsw(b2−b3) ...] |
| PHADDW, PHADDD         | Packed Horizontal Add (Words or Doublewords)      | A = [a0 a1 a2 …] és B = [b0 b1 b2 …] bemeneti regiszterekre kimenete [a0+a1 a2+a3 … b0+b1 b2+b3 …] |
| PHADDSW                | Packed Horizontal Add and Saturate Words          | hasonlít a PHADDW-re, de kimenete [satsw(a0+a1) satsw(a2+a3) … satsw(b0+b1) satsw(b2+b3) …] |